# Futbol'nyj Klub Bajkal
Il Futbol'nyj Klub Bajkal (in russo Футбольный Клуб Новокузнецк?) o più semplicemente Bajkal (inizialmente noto come Radian-Bajkal) è una società calcistica russa con sede nella città di Irkutsk.

## Storia
Al fallimento della storica squadra dello Zvezda Irkutsk, avvenuta nel 2008, la città di Irkutsk si ritrovò senza club professionistici. Fu quindi fondata una nuova società chiamata Radian-Bajkal, dal nome dell'omonimo lago e dalla società Radian che fungeva sponsor. Iscritta nello stesso anno nel Girone Siberia dei dilettanti, la squadra finì seconda in campionato, fallendo l'accesso diretto ai professionisti. L'anno successivo riuscì comunque ad iscriversi in terza serie, partecipando al Girone Est dove finì al secondo posto.
Nei tre anni successivi i risultati peggiorarono e la squadra finì sempre a metà classifica; il club cambiò nome a partire dalla stagione 2012-2013 quando si chiamò semplicemente Bajkal. La musica cambiò nella stagione 2014-2015, quando la squadra vinse il proprio girone superando Irtyš Omsk e Metallurg Novokuzneck, ottenendo la promozione in seconda serie che mancava alla città di Irkutsk dal 2008. Fu un'avventura molto breve: la squadra alla prima stagione finì penultima, retrocedendo.
Non si iscrisse più ai campionati professionistici, ma ricominciò dalla seconda serie dilettanti: il suo posto fu preso dai concittadini dello Zenit Irkutsk.

## Palmarès

### Competizioni nazionali
- PFN Ligi: 1

2014-2015 (Girone Est)